# Lijst van Nederlandse films (1920-1929)
Dit is een lijst van Nederlandse films in de periode van 1920 t/m 1929, in chronologische volgorde.
| Titel                                 | Jaar | Regisseur                      | Acteurs                                         | Genre            | Bijzonderheden                              |
| ------------------------------------- | ---- | ------------------------------ | ----------------------------------------------- | ---------------- | ------------------------------------------- |
| Helleveeg                             | 1920 | Theo Frenkel                   | Mien Duymear van Twist Co Balfoort              | Drama            |                                             |
| Bijna een dubbele moord in Lutjebroek | 1920 | Harry Waghalter                | Frensky Henri le Dent                           |                  | Korte film                                  |
| De Vrouw van de Minister              | 1920 | Maurits Binger                 | Mary Odette Annie Bos                           |                  | Nederlands-Engelse productie                |
| Wat eeuwig blijft                     | 1920 | Maurits Binger                 | Reginald Barton Constance Worth                 |                  | Nederlands-Engelse productie                |
| Zo als ik ben                         | 1920 |                                |                                                 |                  |                                             |
| Schakels                              | 1920 | Maurits Binger                 | Jan van Dommelen Annie Bos                      | Drama            |                                             |
| Het verborgen leven                   | 1920 |                                |                                                 |                  |                                             |
| Voorbeschikten                        | 1920 | Tonny Stevens                  | Jan van Ees                                     | Drama            |                                             |
| Aan boord van de Sabine               | 1920 | Theo Frenkel                   | Lily Bouwmeester Frits Bouwmeester              | Drama            | Film wordt vermist                          |
| De dood van Pierrot                   | 1920 | Maurits Binger                 |                                                 |                  |                                             |
| Geef ons kracht                       | 1920 |                                |                                                 |                  |                                             |
| De zwarte tulp                        | 1921 | Maurits Binger B.E.Doxat-Pratt | Dio Huysmans Zoe Palmer                         | Historisch drama | Verfilming van het boek van Alexandre Dumas |
| Hard tegen hard                       | 1921 | B.E. Doxat-Pratt               | Edmund Gwenn Mary Clare                         |                  | Nederlands-Engelse productie                |
| De heldendaad van Peter Wells         | 1921 | Maurits Binger                 | O.B. Clarence Heather Thatcher                  |                  | Nederlands-Engelse productie                |
| Een lach en een traan                 | 1921 | B.E. Doxat-Pratt               | Evelyn Brent Adelqui Migliar                    |                  | Nederlands-Engelse productie                |
| BloedGeld                             | 1921 | Frank Goodwin                  |                                                 |                  |                                             |
| Menschenwee                           | 1921 | Theo Frenkel                   | Willem van der Veer Coen Hissink Kitty Kluppell |                  |                                             |
| Onder spiritistischen dwang           | 1921 | Maurits Binger                 | Zoe Palmer Adelqui Migliar                      |                  | Nederlands-Engelse productie                |
| Recht der jeugd                       | 1921 |                                |                                                 |                  |                                             |
| De waterrad des doods                 | 1921 | Dick Laan                      |                                                 | Jeugddrama       | Ook wel Nick Cartner genoemd                |
| Zaken Zijn Zaken                      | 1921 | Frank Richardson               | Henry Victor Maudie Dunham Lily Bouwmeester     |                  | Nederlands-Engelse productie                |
| Zuster Brown                          | 1921 | Maurits Binger                 |                                                 |                  |                                             |
| Mottige Janus                         | 1922 | Maurits Binger                 | Maurits de Vries Kitty Klupell                  | Drama            |                                             |
| Alexandra                             | 1922 | Theo Frenkel                   | Margit Barnay Paul de Groot                     |                  | Nederlands-Duitse productie                 |
| Bulldog Drummond                      | 1922 | Oscar Apfel                    | Evelyn Greeley                                  |                  | Nederlands-Engelse productie                |
| De Jantjes                            | 1922 | Maurits Binger B.E.Doxat-Pratt | Louis Davids Maurits de Vries                   | Drama Komedie    |                                             |
| De bruut                              | 1922 | Theo Frenkel                   | Willem van der Veer                             | Drama            |                                             |
| Gij zult niet doden                   | 1922 | George Beranger                | Gertrude McCoy                                  |                  | Nederlands-Engelse productie                |
| Gloria Fatalis                        | 1922 | Johan Gildemeijer              | Emmy Arbous                                     |                  | Nederlands-Duitse productie                 |
| In den nacht                          | 1922 | Frank Richardson               | C.M. Hallard Dorothy Fane                       |                  | Nederlands-Engelse productie                |
| De leugen van Pierrot                 | 1922 | Maurits Binger                 | Adelqui Migliar                                 | Drama            |                                             |
| De man op den achtergrond             | 1922 | Ernst Winar                    | Eduard IJdo                                     |                  | Nederlands-Duitse productie                 |
| Bleeke Bet                            | 1923 |                                |                                                 |                  |                                             |
| Farizeeërs                            | 1923 | Charles Giblyn                 | Wyndham Standing Mary Odette                    |                  | Nederlands-Engelse productie                |
| Judith                                | 1923 | Theo Frenkel                   | Helena Makowska                                 |                  | Nederlands-Duitse productie                 |
| Kee en Janus naar Berlijn             | 1923 | Alex Benno                     | Adrienne Solser                                 | Komedie          |                                             |
| De leeuw en de muis                   | 1923 | Oscar Apfel                    | Wyndham Standing Mary Odette                    | Misdaad          | Nederlands-Engelse productie                |
| Schande                               | 1923 | Theo Frenkel                   | Olga Engl                                       |                  | Nederlands-Duitse productie                 |
| Mooi Juultje van Volendam             | 1924 | Alex Benno                     | Annie Bos                                       | Drama            |                                             |
| Amsterdam bij nacht                   | 1924 | Theo Frenkel                   | Willem van der Veer Agnès Marou Kitty Kluppell  |                  |                                             |
| Bet, de Koningin van de Jordaan       | 1924 | Adrienne Solser                | Adrienne Solser                                 |                  |                                             |
| Het Hollandse circus                  | 1924 | Theo Frenkel                   | Louis Bouwmeester                               | Komedie Drama    |                                             |
| Kee en Janus naar Parijs              | 1924 | Alex Benno                     | Adrienne Solser Piet Köhler                     |                  |                                             |
| Op hoop van zegen                     | 1924 | James Bauer Henk Kleinmann     |                                                 | Vissersdrama     | Duitse coproductie                          |
| Oranje Hein                           | 1925 | Alex Benno                     |                                                 |                  |                                             |
| Achter de wolken schijnt de zon       | 1925 | Willy Mullens                  |                                                 |                  | Documentaire                                |
| De Cabaret-prinses                    | 1925 | Theo Frenkel                   | Emmy Arbous                                     |                  |                                             |
| Moderne Landhaaien                    | 1926 | Alex Benno                     |                                                 |                  |                                             |
| Artistenrevue                         | 1926 | Alex Benno                     | Alex de Meester Isodoor Zwaaf                   |                  |                                             |
| Bet trekt 100.000                     | 1926 | Piet Hulsman                   | Adrienne Solser                                 | Komedie          | Nederlands-Belgische productie              |
| Droom Koninkje                        | 1926 | Henk Kleinmann                 | Henkie Klein Willem van der Veer                |                  | Nederlands-Duitse productie                 |
| Bet zit in de penarie                 | 1927 | André Boesnach                 | Adrienne Solser                                 | Komedie          | Nederlands-Belgische productie              |
| De Zaanstreek                         | 1927 | Theo Güsten                    |                                                 |                  | Documentaire                                |
| Een nacht op het duivelsbed           | 1928 |                                |                                                 |                  |                                             |
| Bet naar de Olympiade                 | 1928 | André Boesnach                 | Adrienne Solser                                 |                  |                                             |
| Branding                              | 1929 | Mannus Franken Joris Ivens     |                                                 | Documentaire     |                                             |
| De Maarschalkstaf                     | 1929 | Luc Willink                    | Nico de Jong                                    |                  |                                             |
| Regen                                 | 1929 | Joris Ivens                    |                                                 | Documentaire     |                                             |

1896-1909 · 1910-19 · 1920-29 · 1930-39 · 1940-49 · 1950-59 · 1960-69 · 1970-79 · 1980-89 · 1990-99 · 2000-09 · 2010-19
· 2020-29